# L'io minimo
L'io minimo - La mentalità della sopravvivenza in un'epoca di turbamenti (The Minimal Self: Psychic Survival in Troubled Times) è un saggio del sociologo statunitense Christopher Lasch, pubblicato nel 1984.

## Contenuto
(Christopher Lasch, L'io minimo", prefazione)
La tendenza sociale che nel precedente testo dell’autore veniva chiamata “cultura del narcisismo” viene ora definita “cultura della sopravvivenza”.
L’autore vuole evitare l’equivoco di identificare il narcisismo con l’egoismo. In tempi di crisi (corsa agli armamenti, aumento della criminalità, deterioramento ambientale, declino economico) l’occuparsi di sé stessi assume piuttosto il significato di una preoccupazione per la propria sopravvivenza psichica.
In una società burocratica percepita come un sistema di controllo totale, la vita quotidiana si modella secondo le strategie di sopravvivenza di chi si trovi in situazioni limite. Le persone adottano tecniche di autogestione emotiva: apatia selettiva, disimpegno emotivo, rinuncia al passato e al futuro, riduzione della prospettiva alle necessità immediate, autoosservazione ironica, proteifomità dell’io.
Al termine “narcisismo” Lasch attribuisce invece un significato particolare (ripreso dalle teorie psicanalitiche di Béla Grunberger), diverso da quello comune: non significa affermazione di sé, ma perdita dell’individualità, confusione tra io e non-io.

## Edizioni
- L'io minimo. Sopravvivenza psichica in tempi difficili, traduzione di Lucia Cornalba, Milano, Feltrinelli, 2004, ISBN 978-8807813870.
- L'io minimo. Sopravvivenza psichica in tempi difficili, collana I colibrì, traduzione di Lucia Cornalba, Neri Pozza, 2018, ISBN 9788854517349.